# Villarta de San Juan
Villarta de San Juan là một đô thị thuộc Ciudad Real, Castile-La Mancha, Tây Ban Nha. Đô thị này có dân số là 2.972.

## Dân số
| 1991  | 1996  | 2001  | 2004  | 2006  | 2007  |
| ----- | ----- | ----- | ----- | ----- | ----- |
| 2.872 | 2.997 | 2.968 | 3.043 | 3.026 | 3.063 |